# Валтер Косел
Валтер Косел (на немски: Walther Kossel) е германски физик и университетски преподавател, известен със своята теория за химичната връзка (правило за йонна връзка), закона на Зомерфелд-Косел за изместване на атомните спектри, модела на Косел-Странски за растежа на кристали и ефекта на Косел. Валтер е син на Албрехт Косел, който печели Нобелова награда за физиология или медицина през 1910 г.

## Избрана библиография
- Walther Kossel Bemerkung zur Absorption homogener Röntgenstrahlen, Verh. D. Deutsch. Phys Ges (2) 16 898-909 (1914). публикация в бр. № 20 от 30 октомври 1914 г.
- Walther Kossel Bemerkung zur Absorption homogener Röntgenstrahlen. II, Verh. D. Deutsch. Phys Ges (2) 16 953-963 (1914). публикация в бр. № 22 от 30 ноември 1914 г.
- Walther Kossel Bemerkung zum Seriencharakter der Röntgenstrahlen, Verh. D. Deutsch. Phys Ges (2) 18 339-359 (1916). публикация в бр. № 15-18 от 30 септември 1916 г.
- Walther Kossel, “Uber Molkulbildung als Frage der Atombau”, Ann. Phys., 1916, 49:229-362.